# Hébuterne
Hébuterne és un municipi francès situat al departament del Pas de Calais i a la regió dels Alts de França. L'any 2007 tenia 542 habitants.

## Demografia

### Població
El 2007 la població de fet de Hébuterne era de 542 persones. Hi havia 186 famílies de les quals 46 eren unipersonals (25 homes vivint sols i 21 dones vivint soles), 41 parelles sense fills, 74 parelles amb fills i 25 famílies monoparentals amb fills.
La població ha evolucionat segons el següent gràfic:
Habitants censats

### Habitatges
El 2007 hi havia 217 habitatges, 195 eren l'habitatge principal de la família, 3 eren segones residències i 18 estaven desocupats. 216 eren cases i 1 era un apartament. Dels 195 habitatges principals, 178 estaven ocupats pels seus propietaris, 12 estaven llogats i ocupats pels llogaters i 5 estaven cedits a títol gratuït; 8 tenien dues cambres, 37 en tenien tres, 51 en tenien quatre i 99 en tenien cinc o més. 85 habitatges disposaven pel capbaix d'una plaça de pàrquing. A 93 habitatges hi havia un automòbil i a 74 n'hi havia dos o més.

### Piràmide de població
La piràmide de població per edats i sexe el 2009 era:
| Homes | Edats   | Dones |
| ----- | ------- | ----- |
| 0     | 95 o +  | 4     |
| 4     | 90 a 94 | 4     |
| 4     | 85 a 89 | 12    |
| 4     | 80 a 84 | 0     |
| 8     | 75 a 79 | 8     |
| 0     | 70 a 74 | 12    |
| 20    | 65 a 69 | 8     |
| 12    | 60 a 64 | 20    |
| 8     | 55 a 59 | 12    |
| 12    | 50 a 54 | 20    |
| 12    | 45 a 49 | 12    |
| 8     | 40 a 44 | 16    |
| 16    | 35 a 39 | 16    |
| 24    | 30 a 34 | 16    |
| 24    | 25 a 29 | 16    |
| 4     | 20 a 24 | 12    |
| 12    | 15 a 19 | 28    |
| 16    | 10 a 14 | 12    |
| 20    | 5 a 9   | 8     |
| 12    | 0 a 4   | 4     |

## Economia
El 2007 la població en edat de treballar era de 325 persones, 230 eren actives i 95 eren inactives. De les 230 persones actives 197 estaven ocupades (118 homes i 79 dones) i 33 estaven aturades (8 homes i 25 dones). De les 95 persones inactives 27 estaven jubilades, 31 estaven estudiant i 37 estaven classificades com a «altres inactius».

### Ingressos
El 2009 a Hébuterne hi havia 193 unitats fiscals que integraven 539 persones, la mediana anual d'ingressos fiscals per persona era de 15.632 €.

### Activitats econòmiques
Dels 18 establiments que hi havia el 2007, 1 era d'una empresa alimentària, 1 d'una empresa de fabricació d'altres productes industrials, 5 d'empreses de construcció, 4 d'empreses de comerç i reparació d'automòbils, 2 d'empreses d'hostatgeria i restauració, 1 d'una empresa immobiliària, 2 d'empreses de serveis, 1 d'una entitat de l'administració pública i 1 d'una empresa classificada com a «altres activitats de serveis».
Dels 7 establiments de servei als particulars que hi havia el 2009, 1 era un guixaire pintor, 1 lampisteria, 1 electricista, 2 empreses de construcció, 1 perruqueria i 1 agència immobiliària.
L'únic establiment comercial que hi havia el 2009 era una fleca.
L'any 2000 a Hébuterne hi havia 21 explotacions agrícoles que ocupaven un total de 1.162 hectàrees.

## Equipaments sanitaris i escolars
El 2009 hi havia una escola maternal integrada dins d'un grup escolar amb les comunes properes formant una escola dispersa.

## Poblacions més properes
El següent diagrama mostra les poblacions més properes.